# Overheidsorganisatie

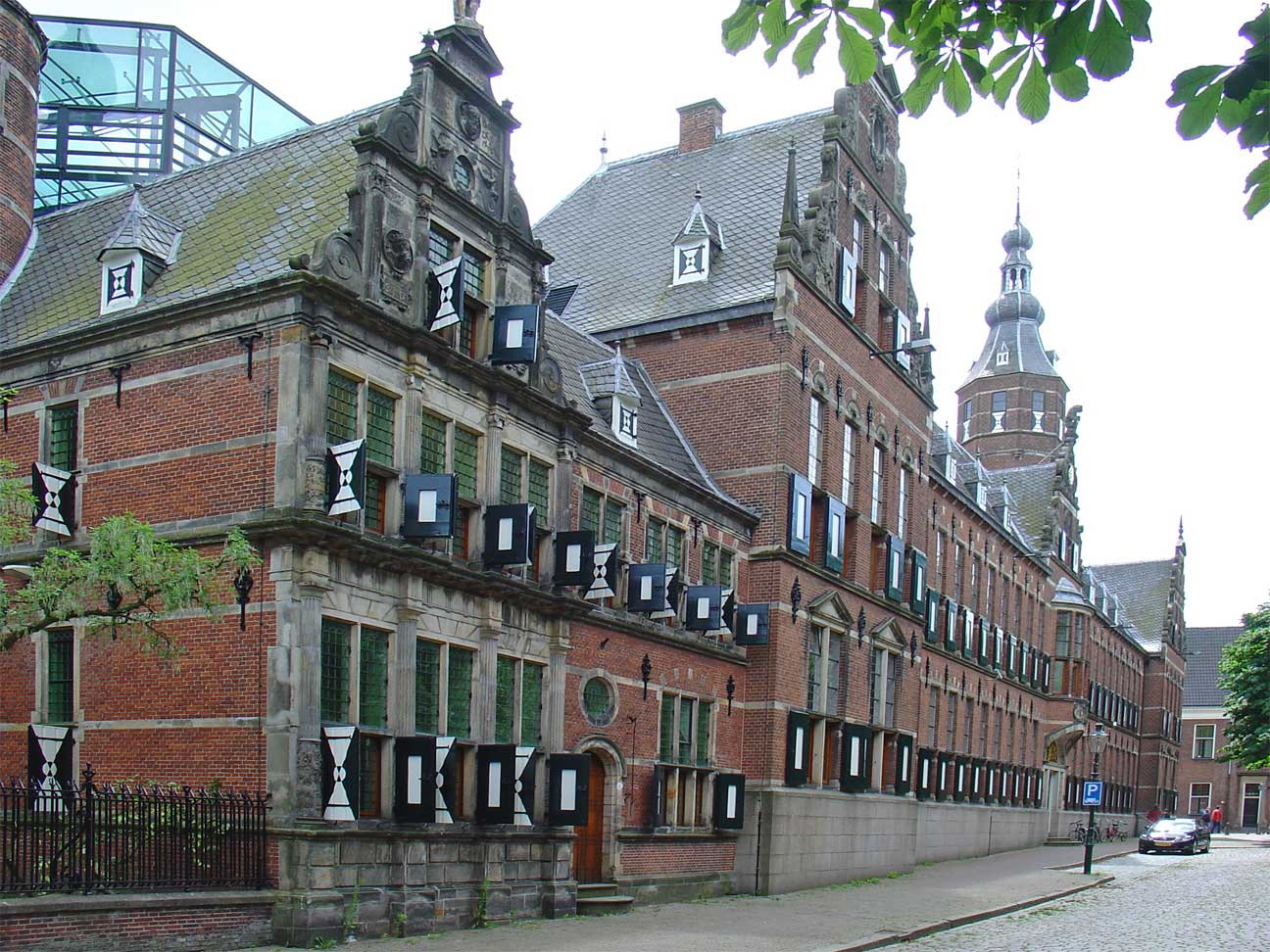
Provinciehuis Groningen.

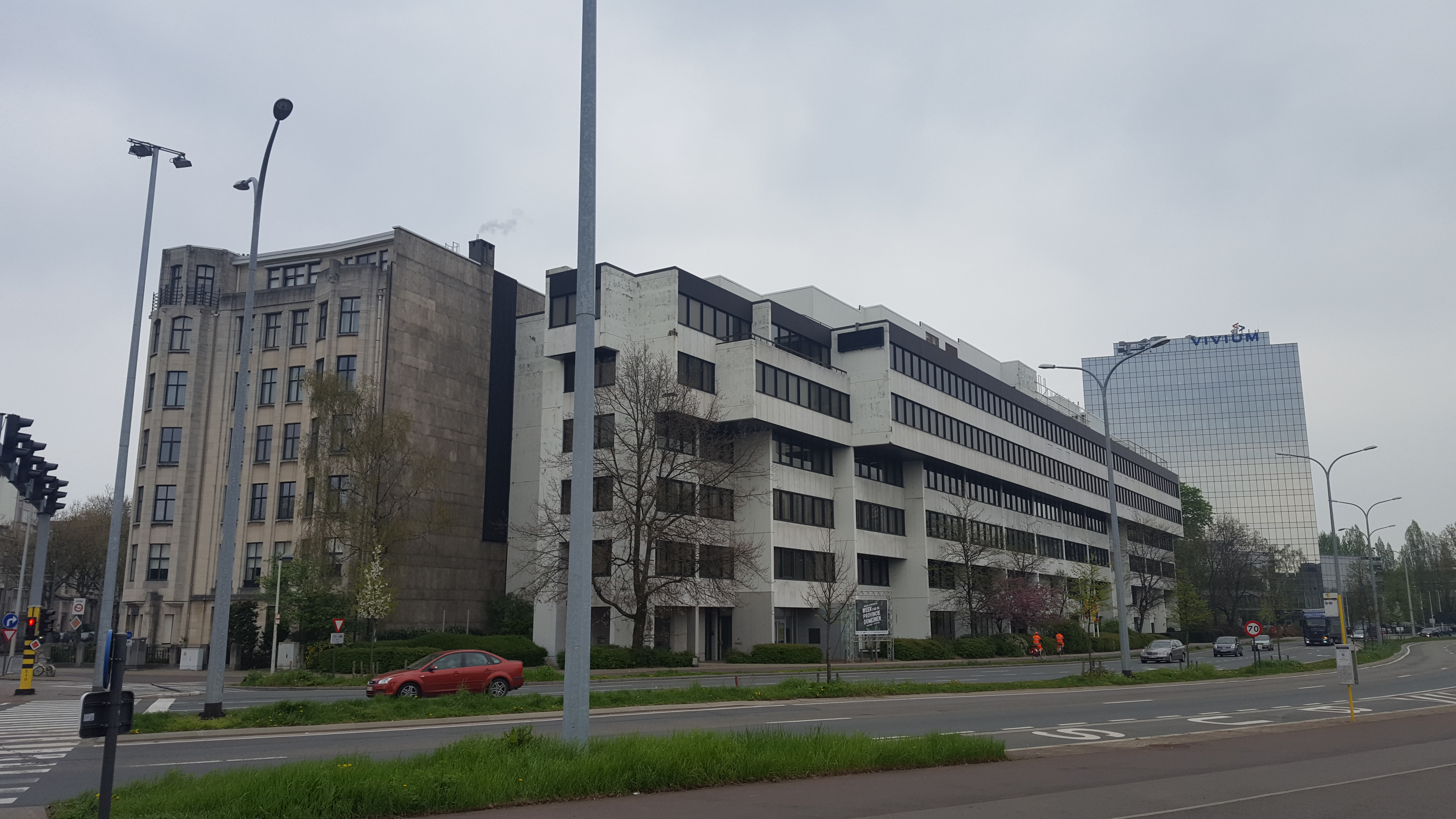
Provinciehuis Antwerpen.

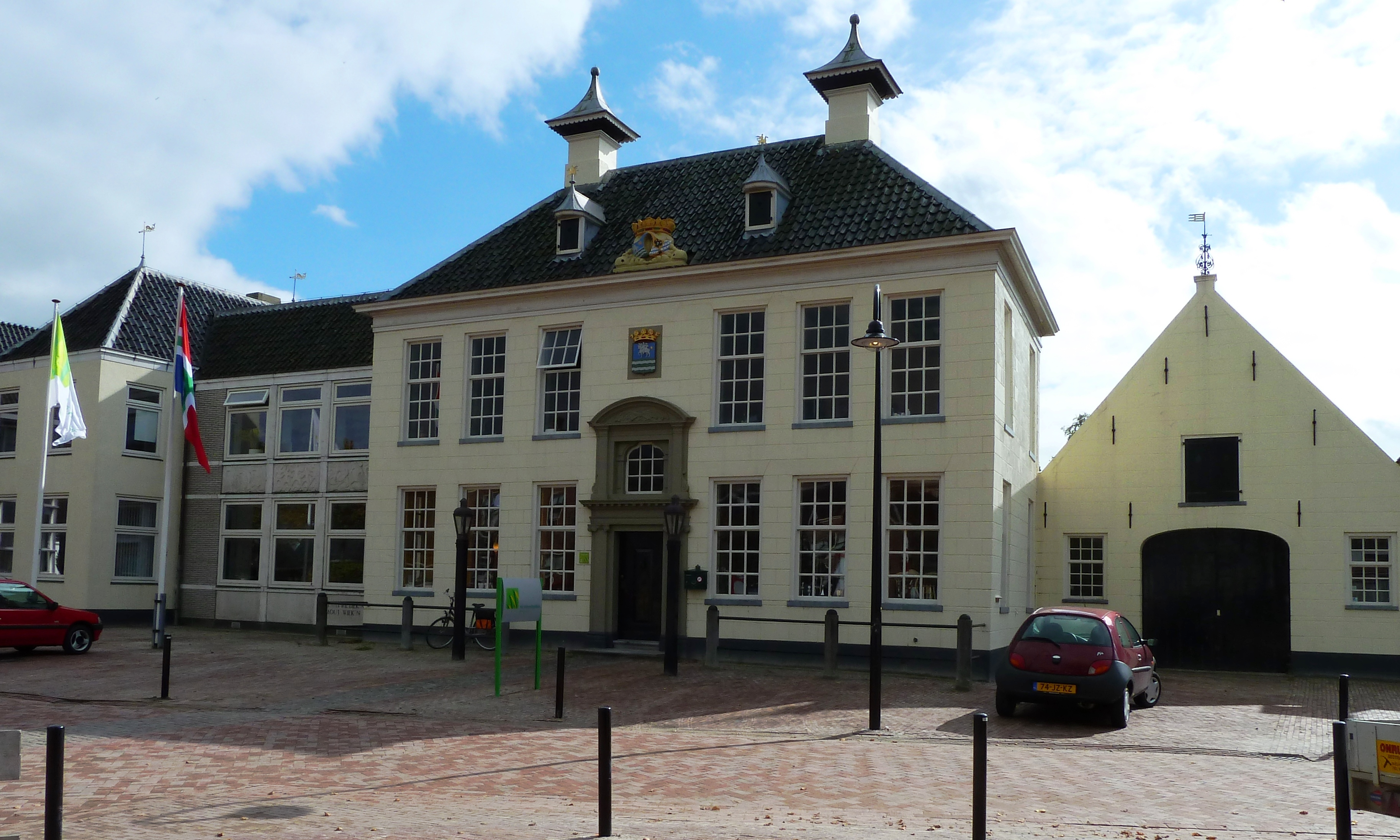
Voormalig waterschapshuis van waterschap Hunsingo in Onderdendam.

Overheidsorganisatie (of overheidsinstelling) is een algemene aanduiding die wordt gebruikt voor allerlei soorten organisaties die namens de overheid taken uitvoeren. Hieronder kunnen worden begrepen:
- bestuurlijke lichamen (overheidsinstanties) die door de overheid zijn ingesteld, zoals ministeries, provincies, gemeenten, waterschappen;
- uitvoerende organisaties en diensten, zoals inspecties, agentschappen, politiediensten;
- rechterlijke macht;

ZBO's (zelfstandige bestuursorganen) worden door de Nederlandse overheid zelf tot de overheidsorganisaties gerekend omdat ze alleen wettelijke taken uitvoeren en omdat ze, zij het indirect, onder het gezag van de overheid vallen; immers hun toezichthouders worden door een overheidsorgaan benoemd. In het maatschappelijk verkeer worden ZBO's over het algemeen echter gerekend tot de semioverheid.
Overheidsbedrijven (bedrijven waarvan de overheid eigenaar is) worden doorgaans niet aangeduid als overheidsorganisatie.